# Русчукъ (турнир)
Русчукъ е традиционен международен баскетболен турнир за жени в град Русе, организиран от БК Дунав 8806.

## Победители
- Турнир „Русчукъ“:
  -   БК Дунав 8806 Русе (6): 2007, 2008, 2011, 2012, 2013, 2014
  -   БК Шипши Свети Георге (1): 2015

2007
- БК Дунав 8806 Русе

2008
- БК Дунав 8806 Русе

2011:
- БК Дунав 8806 Русе
- Мунисипал Търговище Търговище (Румъния)
- БК Левски София
- 4-то място  Нефтохимик 2010 Бургас

Финал:
- БК Дунав 8806 -  Мунисипал Търговище 78:71

2012:
- БК Дунав 8806 Русе
- БК Берое 07 Стара Загора
- Нефтохимик 2010 Бургас
- 4-то място  БК Монтана 2003 Монтана

2013
- БК Дунав 8806 Русе
- Сфънту Георге Сфънту Георге
- Нефтохимик 2010 Бургас
- 4-то място  КК Цървена звезда Белград

Финал:
- БК Дунав 8806 -  Сфънту Георге 100:84 (54:43)

2014
- БК Дунав 8806 Русе
- БК Монтана 2003 Монтана
- Нефтохимик 2010 Бургас
- 4-то място  КК Войводина Нови Сад

2015
- БК Шипши Свети Георге
- БК Дунав 8806 Русе
- Нефтохимик 2010 Бургас
- 4-то място  ЖБК. Шумадия Крагуевац